# Onyx (Californie)
Pour les articles homonymes, voir Onyx.
Onyx est une census-designated place du comté de Kern, dans l'État de Californie, aux États-Unis,. En 2020, elle compte une population de 457 habitants.